# Géla Babluani
Géla Babluani (georgisch გელა ბაბლუანი; * 1979 in Tiflis) ist ein georgischer Regisseur und Drehbuchautor.

## Leben
Géla ist der Sohn des Regisseurs Temur Babluani. Mit 17 Jahren kam Géla Babluani zusammen mit seinen drei Geschwistern nach Frankreich. 2002 drehte er mit A Fleur de Peau seinen ersten Kurzfilm. Sein erster Spielfilm 13 Tzameti entstand 2005.
Auch beim Hollywood-Remake von 13 Tzameti, das im März 2010 unter dem Titel 13 uraufgeführt wurde, führte Babluani Regie. Die Hauptrollen im Remake spielen Jason Statham, Mickey Rourke, Ben Gazzara und Alexander Skarsgård, sowie 50 Cent.

## Filmografie
- 2002: À fleur de peau – Drehbuch und Regie
- 2005: 13 Tzameti – Drehbuch und Regie
- 2006: L’héritage / L’âme perdue des sommets – Drehbuch und Regie mit Temur Babluani
- 2010: 13 – Drehbuch und Regie

## Auszeichnungen
- Für sein Spielfilmdebüt erhielt Babluani im Jahr 2005 auf den Filmfestspielen von Venedig den Luigi-De-Laurentiis-Preis.